# La morte di Belle
La morte di Belle è un romanzo di Georges Simenon, finito di scrivere il 14 dicembre 1951 nella fattoria Shadow Rock Farm di Lakeville (Contea di Litchfield, Connecticut) e pubblicato in volume da Presses de la Cité nel maggio 1952.
Il libro è dedicato "al mio amico Sven Nielsen, con grande affetto" (è il proprietario della casa editrice parigina presso cui il libro esce).

## Storia
Il romanzo è stato pubblicato in inglese con il titolo Belle nella raccolta Tidal Wave (Doubleday, 1954, che comprende anche Le Fond de la bouteille e Les Frères Rico). È stato incluso nella raccolta Romans II, a cura di Jacques Dubois e Benoît Denis, "Bibliothèque de la Pléiade", Gallimard, Paris 2003 e in Romanzi, volume II, "La Nave Argo", Adelphi, 2010.
L'edizione italiana è stata pubblicata da Mondadori nel 1958 nella traduzione dal francese di Bruno Just Lazzari e poi nel 1994 da Adelphi nella traduzione di Laura Frausin Guarino.

## Opere derivate
- Nel 1961 ne fu tratto il film Chi ha ucciso Bella Shermann?, per la regia di Édouard Molinaro, scritto da Jean Anouilh che ne ha spostato l'ambientazione in Svizzera, con protagonisti Jean Desailly e Alexandra Stewart.
- Nel 2009 il regista Denis Malleval ne ha tratto un film per la televisione, intitolato Jusqu'à l'enfer.
- Nel 2024 ne fu tratto il film Il caso Belle Steiner, diretto da Benoît Jacquot, con protagonisti Charlotte Gainsbourg e Guillaume Canet.

## Edizioni in italiano
- Georges Simenon, La morte di Belle, trad. di Bruno Just Lazzari, Mondadori (collana "Il GIrasole" nº 95), Milano, 1958
- Georges Simenon, La morte di Belle, trad. di Laura Frausin Guarino, Adelphi (collana "Biblioteca Adelphi" nº 312), Milano, 1994. ISBN 9788845911675